# Алексєєв Іван Олександрович (головний лісничий)
Алексєєв Іван Олександрович — головний лісничий Старобердянського лісництва та засновник парку ім. М. Горького в Мелітополі

## Життєпис
Народився Іван Олександрович 1 квітня 1887 року в станиці Перекопська Усть-Медведецького округа Область Війська Донського (нині-станиця Перекопська, Клетского району Волгоградської області)
Іван Алексєєв в 1904 році після отримання шкільної освіти приймає рішення присвятити своє життя лісівництва. У 1904 році він вступає до Арчадінську (в ті часи писали через букву-а, нині-Арчедінська Волгоградської області) лісову школу, яку закінчив 1906 року й осягнув ази майстерності. Працював практикантом, вивчав канцелярське діловодство лісництва, об'їздником, лісником. Від 1915 року за клопотанням Бердянського повітового земства навчався в училищі садівництва та землеробства в місті Умань.

## Заснування парку
1920-х роках в Мелітополі вже був міський сад, однак для міста, що зростало, зона відпочинку стала недостатньою. Головний лісничий Старобердянського лісництва Іван Алексєєв склав проект нового міського парку. Проект почали реалізовувати 1926 року. Виростити парк на сухому пустирі - нелегка справа. Робота ж тих, хто починав - справжній подвиг. Перебували авторитети, які саму ідею створення парку на відкритому пустирі вважали нездійсненною і утопічною 
Але підтягнутий, енергійний, середнього зросту чоловік тридцяти дев'яти років годинами перебував на пустирі .Знову і знову скрупульозно вимірював територію, розбивав її на сектори, щоб потім в генеральний план будівництва парку культури і відпочинку міста Мелітополя спроектувати ключові об'єкти. Хотілося йому впровадити в цьому проекті- чого він навчився все найкраще що нове побачив і дізнався, будівництво розпочали 1927 року.
```
Иван Александрович Алексеев!
Помним год давний — двадцать седьмой.
Трудное дело ты затеял,
Добрый хранитель жизни лесной. 
Сколько, не счесть, труда отдано,
Чтобы парк оставить в наследство.
Сколько сердец людских собрано
В чистое с природой соседство... (Т. Савина)
[
1
]
```

## Цікаві факти
Не знав тоді ні завідувач школою  Павло Михайлович Сивицький, головний лісничий Бердянського лісництва, ні 19-річний вихованець школи, приймаючи подарунок, що пройде всього п'ять років і доля надовго зведе їх разом . Сталося так, що юнак Алексєєв пізніше замінить П. М. Сивицького на посаді головного лісничого Бердянського лісництва і понад чверть століття його життя буде віддана справі полезахисного лісорозведення на Мелітопольщині.
За заслуги в роки війни Іван Олександрович був нагороджений  медаллю «За доблесну працю». У 1957 році за заслуги в озелененні міста Мелітополя Алексєєв був нагороджений медаллю ВДНГ .
Помер 24 квітня 1960 року і похований на старому кладовищі міста Мелітополя . В наші часи була перейменована вулиця на честь Івана Алексєєва.

## Галерея

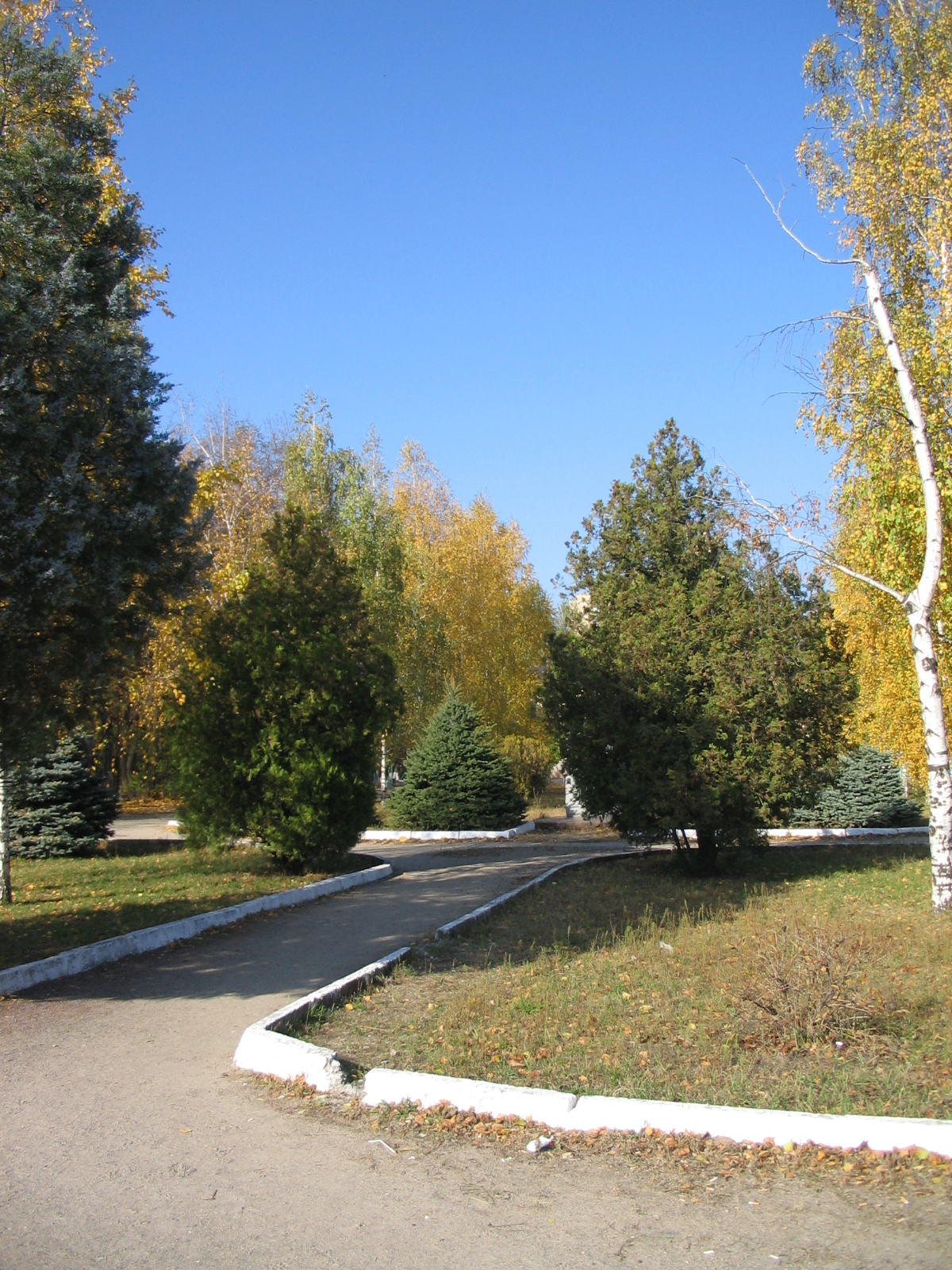
Алеї парку
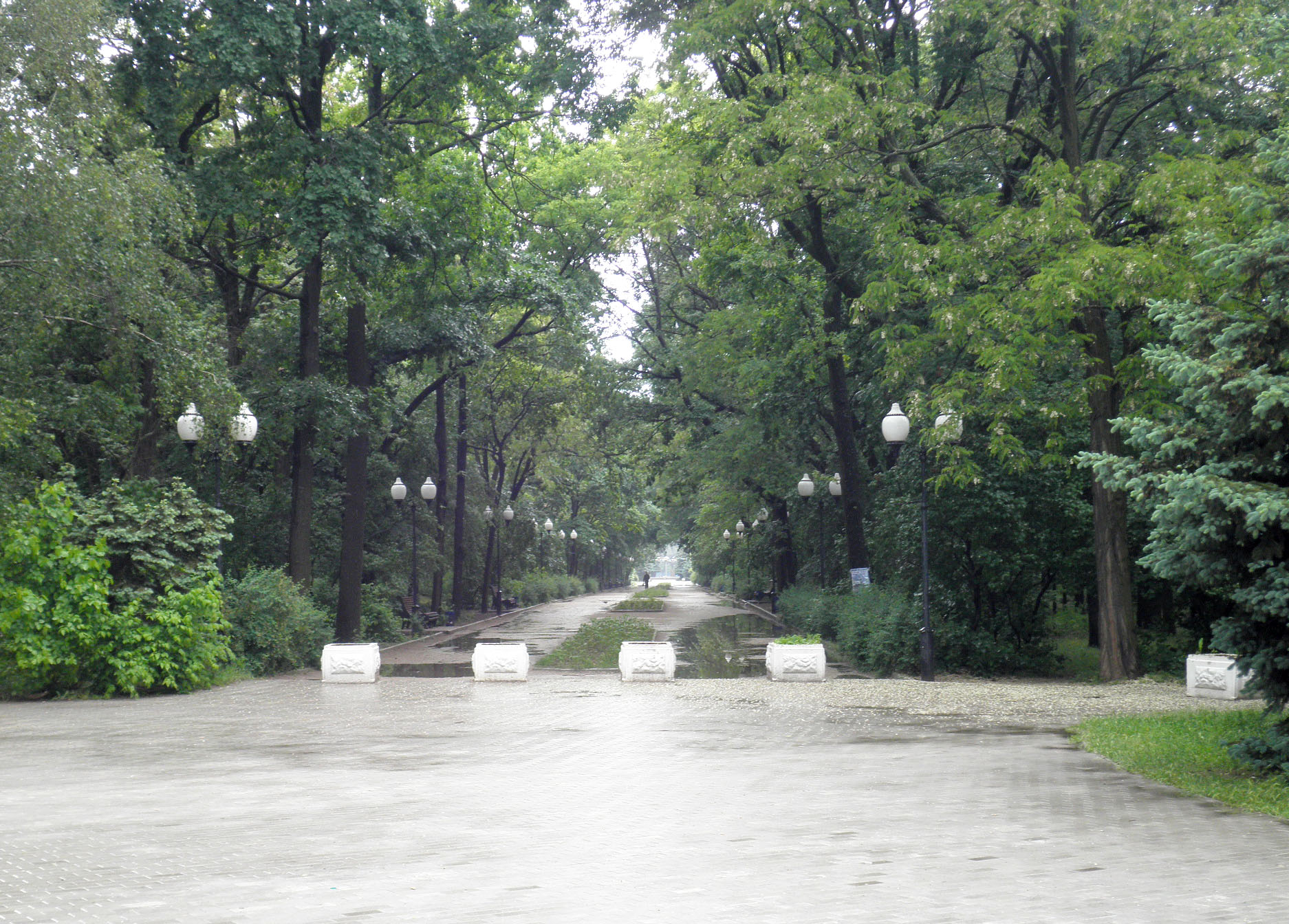
Центральна алея парку